# Баран-Фальк, Риа
Риа Баран в замужестве Фальк (нем. Ria Baran-Falk; 2 ноября 1922, Дортмунд, Северный Рейн-Вестфалия — 12 ноября 1986) — западногерманская фигуристка. Вместе с Паулем Фальком стала олимпийской чемпионкой в парах 1952. Пара состояла в знаменитом спортклубе ЕГ Дюссельдорфа и у них не было тренера.
До 1951 года Риа Баран-Фальк и Пол Фальк не участвовали в международных соревнованиях, потому что Германия была исключена из международного спорта после Второй мировой войны.
Они были первой парой, которая исполнила параллельные двойные прыжки, и они также изобрели поддержку «лассо». Риа и Поль ни разу не были побеждены в любительских соревнованиях.
После победы на Олимпийских играх 1952 года они перешли в профессионалы и выступали в шоу  «Holiday on Ice».
Позже Риа Фальк работала секретарем.

## Спортивные достижения
| Соревнования/Сезон      | 46-47 | 47-48 | 48-49 | 49-50 | 50-51 | 51-52 |
| ----------------------- | ----- | ----- | ----- | ----- | ----- | ----- |
| Зимние Олимпийские игры |       |       |       |       |       | 1     |
| Чемпионаты мира         |       |       |       |       | 1     | 1     |
| Чемпионаты Европы       |       |       |       |       | 1     | 1     |
| Чемпионаты Германии     | 1     | 1     | 1     | 1     | 1     | 1     |

.